# Fernando da Guerra
Fernando da Guerra (c. 1385 ou c. 1390 – Braga, 26 de setembro de 1467) foi um prelado português.

## Biografia
D. Fernando da Guerra era filho natural duma relação entre D. Pedro da Guerra (c. 1366–1406) (filho do Infante D. João e neto paterno de D. Pedro I e de D. Inês de Castro) com Maria Anes (– Braga, 8 de Abril de 1440). Sendo bisneto do rei D. Pedro I era, também, respectivamente, meio-sobrinho, meio-primo-irmão e meio-primo-tio dos reis que viu passar pelo trono: D. João I, D. Duarte I e D. Afonso V. Era ainda meio-irmão do 24.º Bispo da Guarda, D. Luís da Guerra.
D. João I estimava-o muito. Serviu no cargo de Chanceler-Mor do reino e no de Primeiro Regedor das Justiças.
Sucessivamente 19.º Bispo do Algarve (1409–1414), em 1416 já era 26.º Bispo do Porto (1416-1417), na sucessão de D. João Afonso Aranha, e, enfim, no mesmo ano, D. João I encarregou-o de governar o Arcebispado de Braga, que vagara. Em 1416, reuniu Concílio Provincial. Em 1418 foi confirmado como 30.º Arcebispo de Braga Primaz das Espanhas (25 de Março de 1416 /1417-1467), tendo recebido autorização para transformar em igrejas seculares muitos mosteiros do Arcebispado.
D. Fernando da Guerra representou Portugal junto da Cúria Romana, em data incerta, entre 1437 e 1444.
Foi o edificador do Paço Medieval de Braga, onde se encontra o Salão Medieval e a Biblioteca. A seu pedido o papa Nicolau V, pela Bula Sane pro parte de 1448, punia com excomunhão reservada quem subtraísse livros da biblioteca catedralícia.
Contribuiu muito para a fundação da Colegiada de Santa Maria de Barcelos, a que deu estatutos em 1464. Nos últimos anos do seu governo teve graves conflitos com seu meio-primo-irmão D. Afonso I, Duque de Bragança, que o perseguiu.